# Landgoed Rhederhof

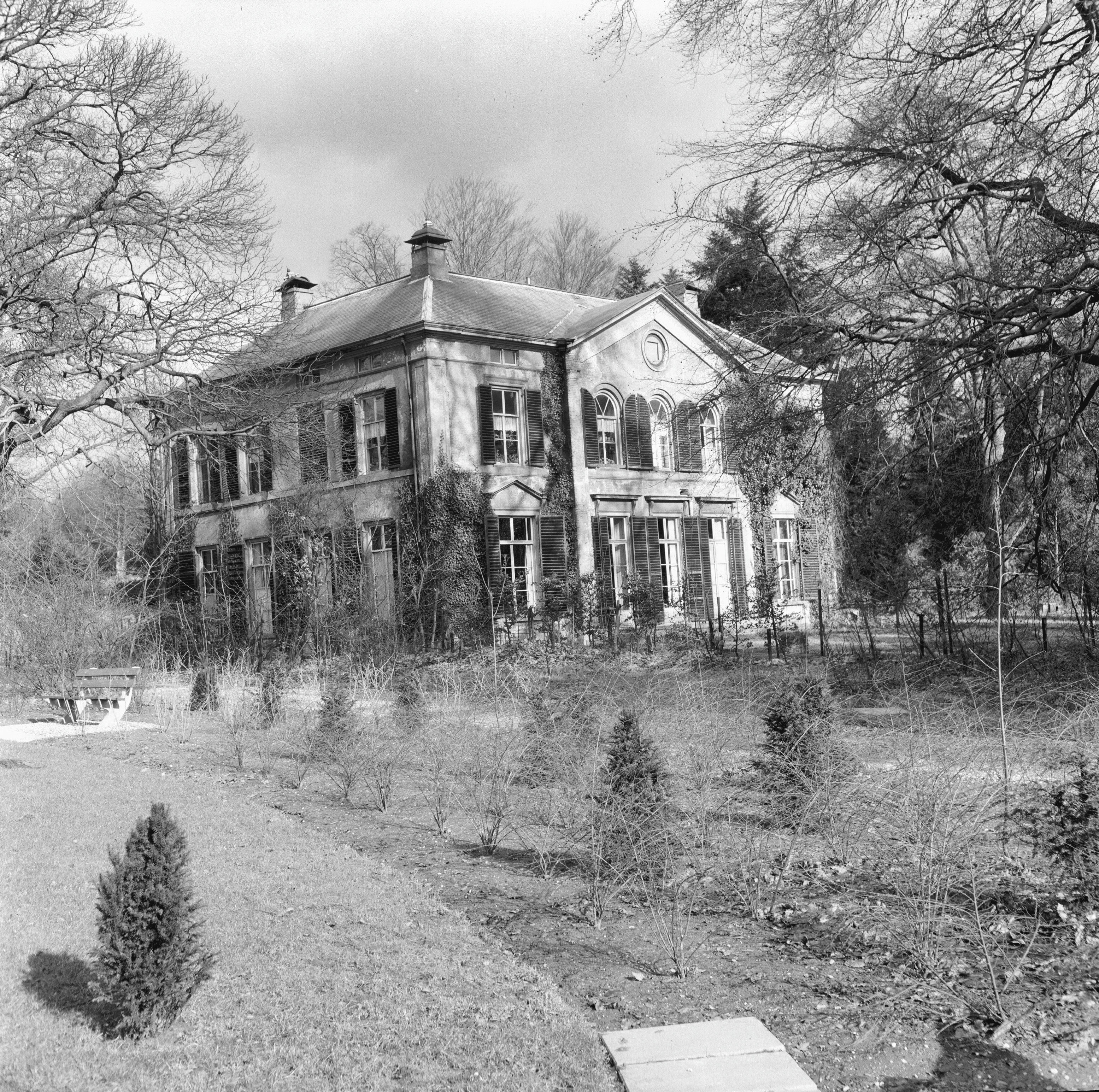
Zicht over de tuin naar de voorgevel met middenrisaliet - Rhederhof 1965

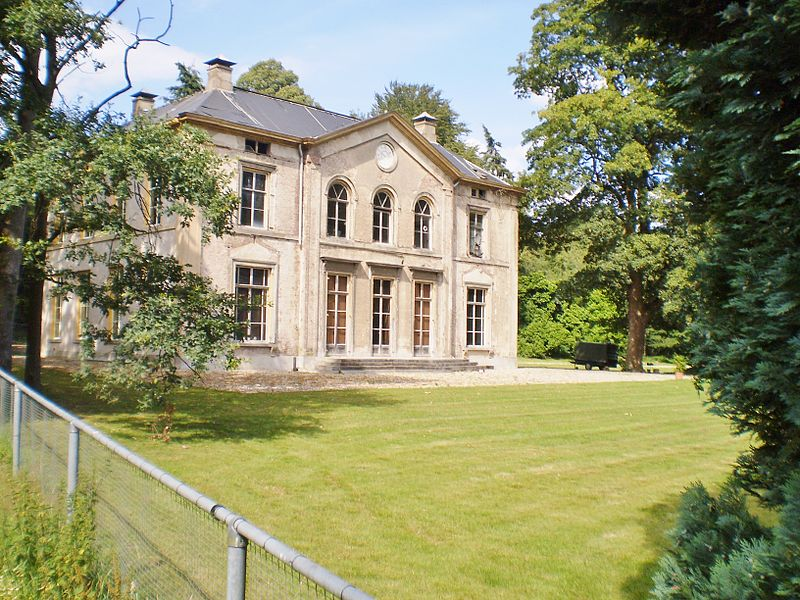
Rhederhof juli 2011

De buitenplaats Rhederhof is ontstaan in 1854 toen jonkvrouw Johanna Henriëtte Engelen (1789-1878), weduwe van Daniël Francis Schas (1772-1848), een aantal percelen bouwland kocht in de gemeente Rheden en daar een landhuis met koetshuis en tuinmanswoning liet bouwen. Zij liet een bescheiden park in landschappelijke stijl aanleggen.

## Landschap en omgeving
Rhederhof is gelegen op de overgang van de Veluwe naar de lager gelegen uiterwaarden van de Rijn en de IJssel. Het landgoed ligt in een gebied waarin sinds de Middeleeuwen het potstalsysteem is toegepast. In het noordelijke deel van het landgoed bevinden zich eeuwenoude schaapsdriften, wildwallen en sprengen.

## Geschiedenis
Na het overlijden van de weduwe Schas werd Rhederhof eigendom van jonkvrouw Julie Henriëtte Brantsen van de Zyp (1842-1926), onder wie het landgoed werd uitgebreid en verfraaid. Zij liet het landgoed na aan haar nicht jonkvrouw Amélia Jacqueline Julie Brantsen (1875-1951) die het landhuis liet verfraaien. Bij testament vermaakte zij het landgoed aan de diaconie van de Nederlands Hervormde Gemeente Rheden met de wens dat het landgoed de bestemming zou krijgen van een verzorgingshuis voor ouderen van dagen. De kosten van de verbouwing waren zo hoog dat men halverwege de jaren zestig besloot een nieuw bejaardentehuis op het terrein naast het landgoed te bouwen. Het oorspronkelijke huis werd kantoor. De Engelse landschapstuin werd vervangen door een onderhoudsarme tuin: een tuininrichting met veel gazon en heestervakken. Tussen het oorspronkelijke huis en het nieuwe verzorgingshuis werd een doorgaande groenwal aangebracht waardoor het landgoed versnipperd raakte.

## Landschapstuin
De eerste aanleg van de parktuin in het zuidelijke deel van het landgoed was in 1854 waarbij een zichtas werd gecreëerd naar het huis vanaf de Arnhemsestraatweg In de daarop volgende decennia is het meerdere malen aangepast. Dat gebeurde telkens volgens de principes van de Engelse landschapsstijl. Rond 1930 is de oorspronkelijke parktuin opnieuw in landschapsstijl aangelegd waarbij het aanliggende natuurschoon van de Veluwezoom in het plan werd betrokken. Na het overlijden van freule Amélia is de parktuin verwaarloosd. In de loop der jaren is de oorspronkelijke landschapstuin aan de zuidzijde dicht gegroeid en was Rhederhof vanaf de Arnhemsestraatweg niet meer te zien.

## Landhuis
Het landhuis is een statig landhuis, in neoclassicistische stijl, met verdieping en omlopend leien schilddak met hoekschoorstenen. De voorgevel heeft een middenrisaliet met driehoekige bekroning, parterrevensters met hoofdgestellen op consoles. De verdiepingsvensters hebben getoogde omlijstingen. De vensters zijn acht- en zesruits schuiframen. Rond de jaren 20 van de 20ste eeuw stond er tegen de risaliet nog een houten serre. De zuidgevel is een rijk geornamenteerde gevel, maar is niet de entreefaçade, en is gericht naar de rijksstraatweg tussen Arnhem en Dieren. Bij de eerste bouwfase van Rhederhof ging het om de esthetische waarde. De wijzigingen na 1884 hadden een functionele noodzaak, verhoogden het woongenot.

## Eigenaren
- 1855-1878 weduwe J.H. Schas-Engelen
- 1878-1926 jonkvrouw Julie Henriëtte Brantsen van de Zyp
- 1926-1951 jonkvrouw Amélia Jacqueline Julie Brantsen
- 1951-1954 Vivian Brantsen (broer van Amélia)
- 1954-2008 diaconie van de Nederlands Hervormde Gemeente Rheden
- 2000-2008 projectontwikkelaars Portaal & Kuiper
- 2008-heden idem muv het landhuis en de noordelijke bossen
- 2008-heden Rhederhof B.V. het oorspronkelijke landhuis met de noordelijk gelegen bossen

## Huidige situatie
Het landhuis is aangewezen als rijksmonument, de tuinmanswoning als gemeentelijk monument. Het landgoed als geheel heeft geen beschermde status. Een verzoek hiertoe is afgewezen omdat het landgoed te zeer zou zijn aangetast. Van de oorspronkelijke aanleg van de landschapstuin zijn slechts enkele restanten over, zoals enkele solitaire bomen en de laanbeplanting aan de oostelijke grens.
In 2010 werd Rhederhof uitgeroepen tot 'Het Mooiste Pand van Nederland', in het gelijknamige tv-programma van SBS6 waarbij de BankGiro Loterij aan een pand in slechte staat een geldprijs van 1 miljoen beschikbaar stelde voor een opknapbeurt. Het bejaardencomplex is daarna verkocht aan een projectontwikkelaar.
In september 2013 constateerde de gemeente Rheden tijdens een tussentijdse controle van de restauratie van de villa dat er werkzaamheden waren verricht die volgens de restauratievergunning niet waren toegestaan. De gemeente legde daarom de bouw van Rhederhof stil. In juli 2014 verleende de Rhedense college goedkeuring aan een bestemmingsplanwijziging, waarmee er weer beweging kwam in de procedure.